# Факторний аналіз
Фа́кторний ана́ліз — статистичний метод аналізу впливу окремих факторів (чинників) на результативний показник.

## Факторний аналіз в економіці
Факторний аналіз використовується для комплексного аналізу господарської діяльності, пошуку і класифікації факторів, що впливають на економічні явища і процеси, з виявленням причинно-наслідкових зв'язків, що впливають на зміну конкретних показників господарської діяльності.

## Факторний аналіз у техніці
Факторний аналіз застосовується для вивчення взаємозв'язків між значеннями змінних, що впливають технологічні процеси, апарати. Статистичний метод аналізу впливу окремих факторів (чинників) на результативний (вихідний) показник. Методи факторного аналізу: метод головних компонент, кореляційний аналіз, метод максимальної правдоподібності, факторне моделювання.
Застосовується також нечіткий факторний аналіз. Математичні методи засновані на класичній логіці, є нетерпимі до неточності та необ'єктивності істини, а також до невизначеності у економічних і технічних системах. В свою чергу невизначеність системи призводить до зростання ризиків від прийняття неефективних рішень, результатом чого можуть бути негативні економічні наслідки. З цією метою виникає потреба у методах, що ґрунтуються на нечіткій логіці.